# Mobon kogurjói király
Mobon (? – 53) az ókori Kogurjo (Goguryeo) állam ötödik királya volt.

## Élete
Temusin (Daemusin) fiaként született, He U (해우 ,解憂, Hae U) vagy He Eru (해애루, 解愛婁, Hae Eru) néven. Mindzsung (Minjung) halálát követően került a trónra. Egyik vazallusa, Turo (두로, 杜魯, Duro) ölte meg.